# Tatiana Engelhardt
Tatiana Engelhardt, in russo Татьяна Васильевна Энгельгардт? (1º gennaio 1769 – 23 maggio 1841), è stata una nobildonna russa, nipote del principe Grigorij Aleksandrovič Potëmkin.

## Biografia
Apparteneva a una povera famiglia della piccola nobiltà. Era la figlia del capitano Vasilij Engelhardt, e di sua moglie, Marta (Elena) Aleksandrovna Potëmkin, sorella del principe Tauride. La sua infanzia coincise con l'ascesa del famoso zio.
Prima di compiere dodici anni, Tatiana era già stata damigella d'onore di Caterina II. A corte attirò l'attenzione, non solo come nipote di Grigorij Aleksandrovič Potëmkin, ma anche come una ragazzina intelligente, bella e vivace.  Così la duchessa di Kingston, che visitò San Pietroburgo e fu accolta a corte, si affezionò così fortemente alla quindicenne, trattandola come una figlia, che accettò persino di farne l'erede di tutta la sua enorme fortuna, se solo fosse partita con lei per l'Inghilterra. Tuttavia, la nipote di Potëmkin rifiutò.

## Matrimoni

### Primo matrimonio
Sposò, l'11 settembre 1785, un lontano cugino di venticinque anni più anziano di lei, il tenente generale Michail Sergeevič Potëmkin (1744-1791). La coppia ebbe due figli:
- Ekaterina (1788-1872): sposò Alexander Ribaupierre, ebbero sei figli;
- Aleksandr (1790-1872): sposò Tat'jana Golicyna.

Il matrimonio non durò a lungo: sei anni più tardi, nel 1791, suo marito morì. Rimasta vedova Tatiana, si ritirò dalla corte e iniziò di nuovo a comparire di tanto in tanto solo su insistenti richieste dell'imperatrice stessa.

### Secondo matrimonio
Ben presto conobbe un brillante aristocratico, il principe Nikolaj Borisovič Jusupov (26 ottobre 1750–15 luglio 1831), che era appena tornato dall'Italia. Si sposarono nel 1793, con la benedizione Caterina II. Ebbero tre figli:
- Boris (1794-1849)
- Nikolaj Nikolaevič (10 dicembre 1795-18 marzo 1796)
- Marija Nikolaevna (17 marzo 1802)

Tuttavia, il matrimonio non ebbe successo e presto la coppia iniziò a vivere separatamente. 
Grazie alle sue abilità pratiche e alla gestione degli affari, ella fu in grado di aumentare la già vasta fortuna degli Jusupov. La principessa era considerata nella società un'esperta in questioni finanziarie, tanto che molti si rivolgevano a lei per un consiglio. Era appassionata di pietre preziose: nella loro collezione vi sono diverse pietre di fama mondiale, come il diamante "Polar Star", gli orecchini di Maria Antonietta, un diamante di Al debaran, un grande zaffiro, perle e diamanti della regina di Napoli e la famosa perla Pelegrina.

## Morte
Morì il 25 maggio 1841. Fu sepolta nella chiesa dell'Annunciazione del monastero di Aleksandr Nevskij.